# Volvo 340/360
Die Volvo Serie 300 umfasst die der Kompaktklasse zugeordneten Modelle 340, 343/345 und 360 des schwedischen Automobilherstellers Volvo, die von Spätsommer 1976 bis Mitte 1991 verkauft wurden.
Die Baureihe wurde drei- oder fünftürig mit Schrägheck und viertürig mit Stufenheck angeboten, wahlweise mit stufenlosem Variomatic-Getriebe oder Schaltgetriebe.

## Geschichte
Mitte 1975 übernahm Volvo die PKW-Sparte des niederländischen Herstellers DAF. Dort hatte 1970 die Entwicklung eines neuen Modells unter dem Projektnamen P900 begonnen, das als DAF 77 auf den Markt kommen sollte. Jedoch benötigte DAF Kapital sowie einen Zulieferer für den geplanten 1,4-Liter-Vierzylinder-Motor. Nachdem Sondierungsgespräche mit anderen Automobilherstellern, darunter BMW, fehlschlugen und Renault sich in der Lage sah, den 1,3-Liter-Motor, der bereits im DAF 66 eingebaut wurde, weiterzuentwickeln, erwarb Volvo Anfang 1973 ein Drittel des Unternehmens. Volvo hatte seit dem Produktionsende des P120 Amazon im Jahre 1970 mit dem 140 und 164 nur noch größere und teurere Modelle im Programm und war daran interessiert, wieder an der Fahrzeugklasse teilzuhaben, in der man einst mit den Buckelvolvos der Typen 444 und 544 als größerer Automobilhersteller Fuß gefasst hatte. Damit stand DAF schon in der Entwicklungsphase Volvos Wissen insbesondere über Karosseriebau zur Verfügung. Angesichts der Marktentwicklung übernahm Volvo schließlich vor der Markteinführung des neuen Modells die Aktienmehrheit von DAF, womit nicht nur der alte DAF 66 zum Volvo 66 wurde, sondern sich auch der Name des geplanten DAF 77 in Volvo 343 änderte. Der nun zum kleinen Volvo gewordene größte DAF stand in der Tradition seiner Ursprungsmarke, was sich an der technischen Ähnlichkeit mit dem DAF 66 zeigt: der Variomatic, dem Getriebe an der Hinterachse und den Motoren von Renault.
Zugleich hatte man unter Rückgriff auf Volvos Erfahrungen zahlreiche Sicherheitseinrichtungen in die Karosserie implementiert, wie beispielsweise Seitenaufprallschutz mit Rohren in den Türen. Die Reihe 340/360 war daher für ein Kompaktauto der 1970er-Jahre recht schwer. Das Leergewicht in Basisausstattung mit Schaltgetriebe betrug ca. 1000 kg, während vergleichbare Fahrzeuge wie VW Golf I, Opel Kadett C oder Ford Escort ’75 über 100 kg leichter waren. Im Vergleich zur etwa gleich teuren Konkurrenz war der 340 mit seiner langen Motorhaube vor allem außen eine halbe Nummer größer und zeigte im Vergleich ausgeprägte Schwächen (Motorisierung, Benzinverbrauch, zu Anfang Verarbeitungsqualität) und Stärken (Straßenlage, Fahrkomfort, Verarbeitung, passive Sicherheit).
Die Gestaltung der Karosserie stammte von Giovanni Michelotti.

## 343/345 (1976–1982)
Der Volvo 343 wurde im März 1976 auf dem Genfer Automobilsalon als dreitürige Schräghecklimousine vorgestellt (Serie 300, 4 Zylinder, 3 Türen) und im Spätsommer 1976 auf dem Markt eingeführt. Der Motor des neuen Modells war längs eingebaut, hatte 1397 cm³ Hubraum, eine untenliegende, kettengetriebene Nockenwelle, Weber-Registervergaser und eine Leistung von 70 PS (51 kW). Diese von Renault zugelieferten, bereits damals etwas antiquierten, aber zuverlässigen und robusten 1,4-Liter-Motoren wurden mehrfach überarbeitet und blieben bis zum Produktionsende 1991 im Programm. Dass die für ein Fahrzeug der damaligen Kompaktklasse ausreichende Motorisierung bei Motorjournalisten wenig Begeisterung weckte, erklärt sich vor allem durch das relativ hohe Fahrzeuggewicht, das eher dem eines Mittelklassemodells entsprach.
Zu Beginn wurde der 343 ausschließlich mit dem von DAF entwickelten Variomatic-Getriebe angeboten. Dieses stufenlose Riemengetriebe (CVT-Continuously variable transmission) wird durch die Motordrehzahl über Fliehkraftgewichte und durch den Druck im Ansaugrohr als Maß für die Last über elektropneumatisch gesteuerte Membranzylinder gesteuert. Das vollautomatische Getriebe verlangt vom Fahrer nur minimale Eingriffe wie das Einlegen des Rückwärts- oder Vorwärtsganges. Die beiden breiten Keilriemen laufen über kegelförmige Riemenscheiben, der Abstand der beiden Hälften jeder Scheibe kann verändert werden. Das vordere Scheibenpaar trägt Fliehgewichte und einen Pneumatikzylinder, das hintere wird von Federn zusammengedrückt. Das Übersetzungsverhältnis wird verändert, indem sich das vordere Scheibenpaar fliehkraftgesteuert mit steigender Drehzahl zusammenschiebt. Gleichzeitig wird durch den ausgeübten Zug die hintere Riemenscheibe auseinandergezogen. Ergänzt wird diese Fliehkraftsteuerung, indem über ein Ventil je nach Gaspedalstellung der aus dem Ansaugtrakt des Motors entnommene Unterdruck auf den Pneumatikzylinder wirkt, die vorderen Scheiben näher zusammenschiebt oder auseinanderdrückt und so die Übersetzung verlängert oder verkürzt.
Das System ist prinzipiell vereinfacht vergleichbar mit der allerdings hierbei gestuften, also nicht stufenlos variablen Kettenschaltung an einem Fahrrad, bei dem sich die Übersetzung durch Änderung der Radien am vorderen Kettenblatt und dem Ritzel am Hinterrad ändert. Auf diese Weise dreht der Motor bei Vollgas in den Bereich der Maximalleistung hoch, während die Drehzahl bei konstanter Geschwindigkeit und zurückgenommenem Gaspedal sinkt. Es ergibt sich ein „Gummibandeffekt“: Erst steigt die Drehzahl, dann die Geschwindigkeit. Über die pneumatische Zusatzsteuerung wurden zudem eine „Langsamfahrstufe“ und eine „Kick-Down“-Funktion realisiert. Außerdem wurde über den Bremslichtkontakt die Motorbremswirkung durch „Herunterschalten“ aktiviert. Im Gegensatz zu herkömmlichen Automatikgetrieben war diese unter der Rückbank eingebaute Variomatic nicht mit einem Wandler kombiniert, sondern mit einer fliehkraftbetätigten Einscheiben-Trockenkupplung, die bei 1.750 min−1 den Kraftschluss herstellte. Eine „Kriechneigung“ ist bei diesem Getriebe daher nicht vorhanden. Als Kuriosität bei dieser Getriebeart gilt die Tatsache, dass es theoretisch möglich ist, mit dem Wagen rückwärts wie vorwärts gleich schnell zu fahren. Ein stufenloses Getriebe mit genügender Spreizung kann den Motor im Bereich seiner höchsten Effizienz betreiben, aber der sich daraus ergebende Verbrauchsvorteil geht wieder verloren, weil der Wirkungsgrad des Keilriementriebs vergleichsweise schlecht ist. Er arbeitet im Kraftschluss durch den Anpressdruck der Gummiriemen auf die Metallflächen der Kegelscheiben, wobei ständig ein geringer Schlupf entsteht. Nicht zuletzt deshalb verbraucht die Variomatic-Version der Reihe 300 im Durchschnitt mehr Benzin als die später eingeführte Version mit Schaltgetriebe. Dennoch waren die Differenzen in den Fahrleistungen zwischen Variomatic- und Schaltgetriebeversion, insbesondere in der Beschleunigung, beim Volvo 340 geringer als zwischen gleich motorisierten Automatik- und Schaltversionen anderer Pkw jener Zeit.
Auch im Innenraum zeigte das neue Modell seine Herkunft von DAF recht deutlich. So ließ die braune Armaturentafel mit den orangefarbenen Anzeigeinstrumenten kaum eine Familienähnlichkeit zu den größeren Volvo-Modellen erkennen.
Außer anfänglichen Qualitätsproblemen bremste vor allem die Variomatic mit ihrem ungewohnten Fahrverhalten trotz ihrer Vorzüge zunächst den Verkauf. Ungeachtet der Verluste, die das niederländische Volvo-Werk einfuhr, dauerte es bis Herbst 1978, bis Volvo den 343 auch mit dem eigenen 4-Gang-Schaltgetriebe M45R anbot, das mit dem Differenzial verblockt an der Hinterachse eingebaut wurde. Dies ließ die Verkaufszahlen rasch in die Höhe schnellen. Der Verkaufsanteil des 340 mit Variomatic sank bis 1982 auf 15 Prozent, dennoch wurde das Getriebe in Verbindung mit dem 1,4-Liter-Motor bis zur Produktionseinstellung weiterhin angeboten.

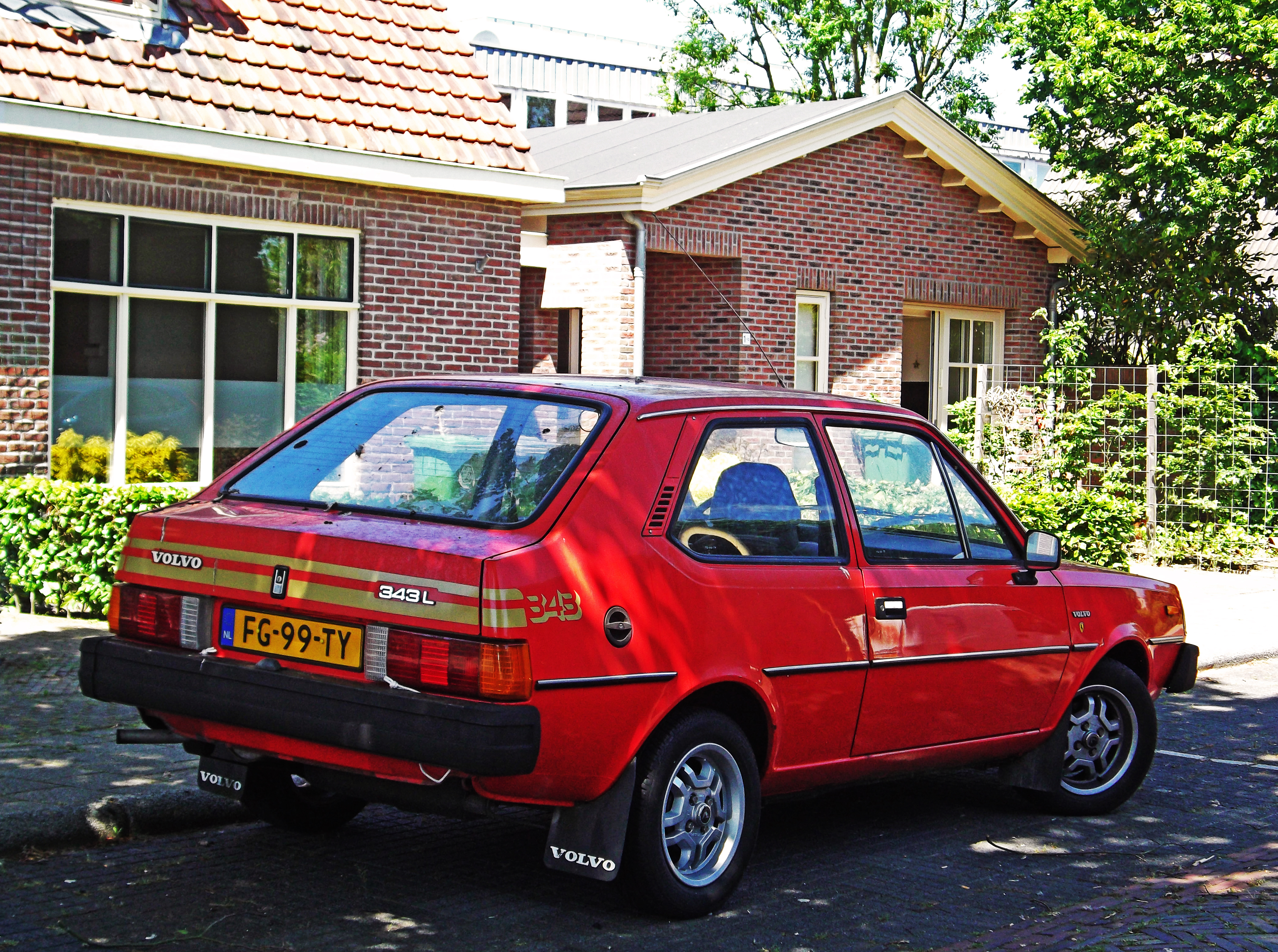
Volvo 343 L (1979)

Eine Neugestaltung des Innenraums im Herbst 1977 brachte Sitze aus dem Volvo 242 und ein schwarzes Armaturenbrett. Das Layout der Instrumente orientierte sich nun eng am größeren Volvo 242/244, ebenso stammten nunmehr die Heizungsregler von dort.
Einen weiteren Schritt vorwärts brachte die Einführung des fünftürigen Volvo 345 im Herbst 1979. Auch die Ausstattungslinien wurden breiter gefächert. Gab es anfangs nur die Linien 343 L (Basisausstattung) und 343 DL („De Luxe“), kamen 345 DL und 343/345 GL („Grand Luxe“) mit Details wie Colorverglasung und Sitzheizung hinzu. Zudem bemühte sich Volvo Deutschland vom Image des müden Automatikfahrzeugs für ältere Leute wegzukommen. Daher gab man beim renommierten Fahrzeugtuner Oettinger ein auf 125 Exemplare limitiertes Sondermodell des 343 DL in Auftrag, das von Oettinger mit einer neuen Kurbelwelle und einem überarbeiteten Zylinderkopf ausgerüstet wurde. Der hierdurch auf 1,6 Liter Hubraum vergrößerte Motor leistete nun 90 PS (66 kW) und beschleunigte den 343 auf maximal 165 km/h. Das Modell war trotz des Preises von knapp 19.000 Mark rasch ausverkauft.
Im Herbst 1980 wurde die Serie 300 mit den 343/345 DLS und GLS tiefgreifend überarbeitet. Die Stoßstangen reichten nun seitlich bis zu den Radhäusern. Der Motor war ein B19A-Vierzylindermotor von Volvo mit 1986 cm³ Hubraum und 95 PS (70 kW). Er war mit zahnriemengetriebener, obenliegender Nockenwelle, Querstromzylinderkopf und Stromberg-Flachstrom-Vergaser ausgerüstet. Er war nicht mit der Variomatic kombinierbar, da der Riemenantrieb dem Drehmoment des Motors nicht gewachsen gewesen wäre.
Die Karosserie wurde modifiziert: Da das Reserverad nun nicht mehr in den Motorraum passte, wich der 45-Liter-Tank unter dem Kofferraumboden einer Reserveradmulde und wurde gegen einen Heckaufprall geschützt neben das Getriebe unter die Rückbank verlegt. Dadurch konnte der Tank auf 57 Liter vergrößert werden. Zudem wurden Kupplung und Getriebe mit einem starren Rohr verbunden, in dem die Transaxle-Welle lief, was Vibrationen minderte und die Schaltführung verbesserte. Dank der Modifikationen blieb die Gewichtsverteilung von jeweils 50 Prozent an Vorder- und Hinterachse erhalten, auch wenn der schwerere Motor und die breiteren Reifen den Wunsch nach einer – damals nicht lieferbaren – Servolenkung aufkommen ließen. Durch diese Eigenschaften unterscheiden sich alle 2-Liter-Modelle, ab Herbst 1982 als 360 bezeichnet, von den übrigen 340ern. Den sportlichen Anspruch dokumentierte der bei diesen Modellen serienmäßige Drehzahlmesser. Zudem gab es in diesem und dem folgenden Modelljahr eine limitierte Serie R-Sport, die etwas anders aussah und einen modifizierten B19-Motor mit zwei Solex-40-ADDHE-Doppelvergasern, schärferer Nockenwelle, Sportauspuff und anderen Modifikationen enthielt, was 123 PS (90 kW), eine Beschleunigung von 0 auf 100 km/h in etwa 10 Sekunden und eine Höchstgeschwindigkeit von 185 km/h ergab. Dieser Tuningsatz wurde auch zur Nachrüstung für andere Volvo 340/360 mit 2-Liter-Motor und Vergaser angeboten.
Das äußerlich größte Facelift gab es im Sommer 1981. Die 343/345 erhielten statt der runden nun rechteckige Breitbandscheinwerfer, zudem einen anderen Kühlergrill und einen in die Karosserie integrierten Frontspoiler. Das Modelljahr 1982 bildet damit ein Zwischenmodell: Äußerlich gleichen diese Modelle den späteren Modellen, die Innenausstattung ähnelte aber noch der des Volvo 244 vor dessen großer Überarbeitung im Herbst 1980.

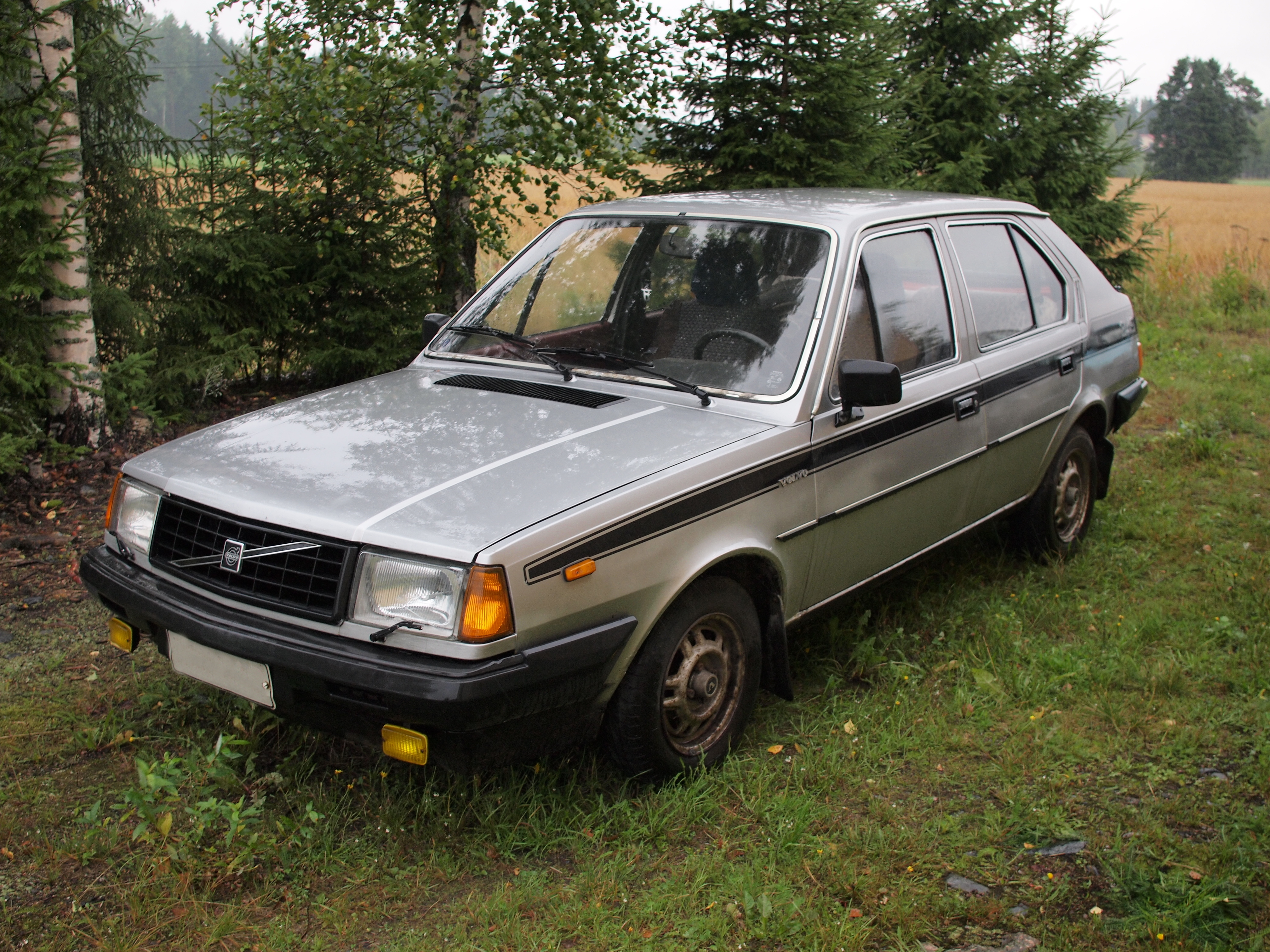
Volvo 345 DL (1981–1982)
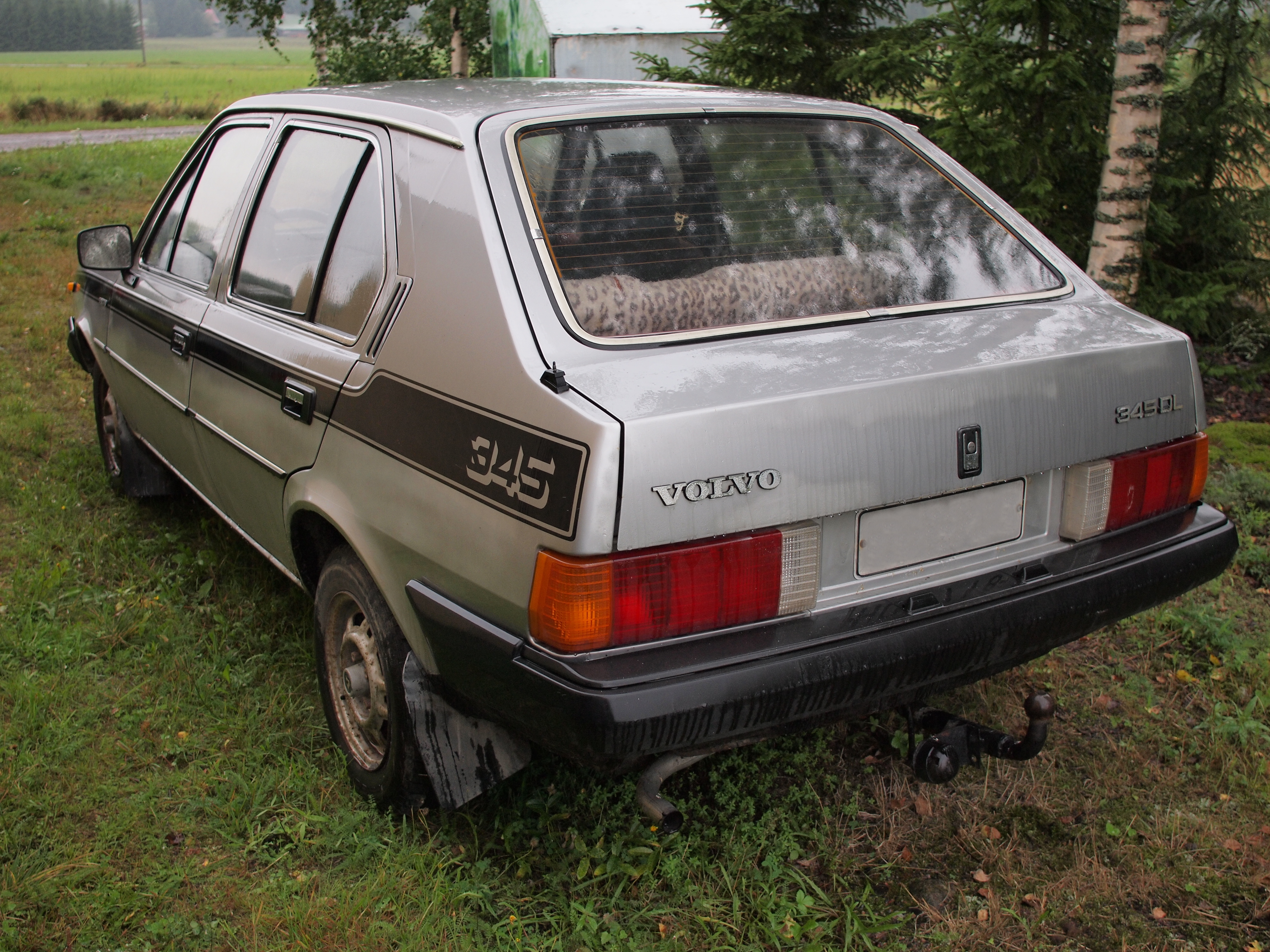
Heckansicht

## 340 (1982–1991)
Zum Modelljahr 1983, das im August 1982 begann, verzichtete Volvo bei allen Baureihen auf die Kennzeichnung der Türenzahl. So wurde aus den Modellen 343 und 345 einheitlich der 340. Unter dieser Bezeichnung liefen die Versionen mit dem 1,4-Liter-Renault-Motor. Sie erhielten gleichzeitig eine neue Innenausstattung, die die Serie eigenständiger machte: Armaturenbrett und Türverkleidungen bestanden nun aus grauem, geschäumten Kunststoff, der in der Kompaktklasse für damalige Verhältnisse hochwertig wirkte, sowie neue Anzeigeinstrumente. Parallel dazu erhielten die GL-Modelle serienmäßig das neue 5-Gang-Schaltgetriebe M47R, das den Wagen im Verbund mit einer etwas kürzeren Gesamtübersetzung spritziger und sparsamer machte. Die Variomatik war weiterhin lieferbar und erfreute sich eines verhältnismäßig kleinen, aber stabilen Anteils in der Serie, deren verkaufsstärkstes Jahr 1983 wurde.
Im Sommer 1983 wurde auch eine Stufenheckvariante des 340, abgeleitet von der ein Jahr zuvor erstmals präsentierten viertürigen Version des 360, ins Programm aufgenommen.
Im Herbst 1984 erhielten die 1,4-Liter-Motoren geänderte Ventilsitze, die nun uneingeschränkten Bleifreibetrieb ermöglichten, sowie eine elektronische Renix-Zündung.

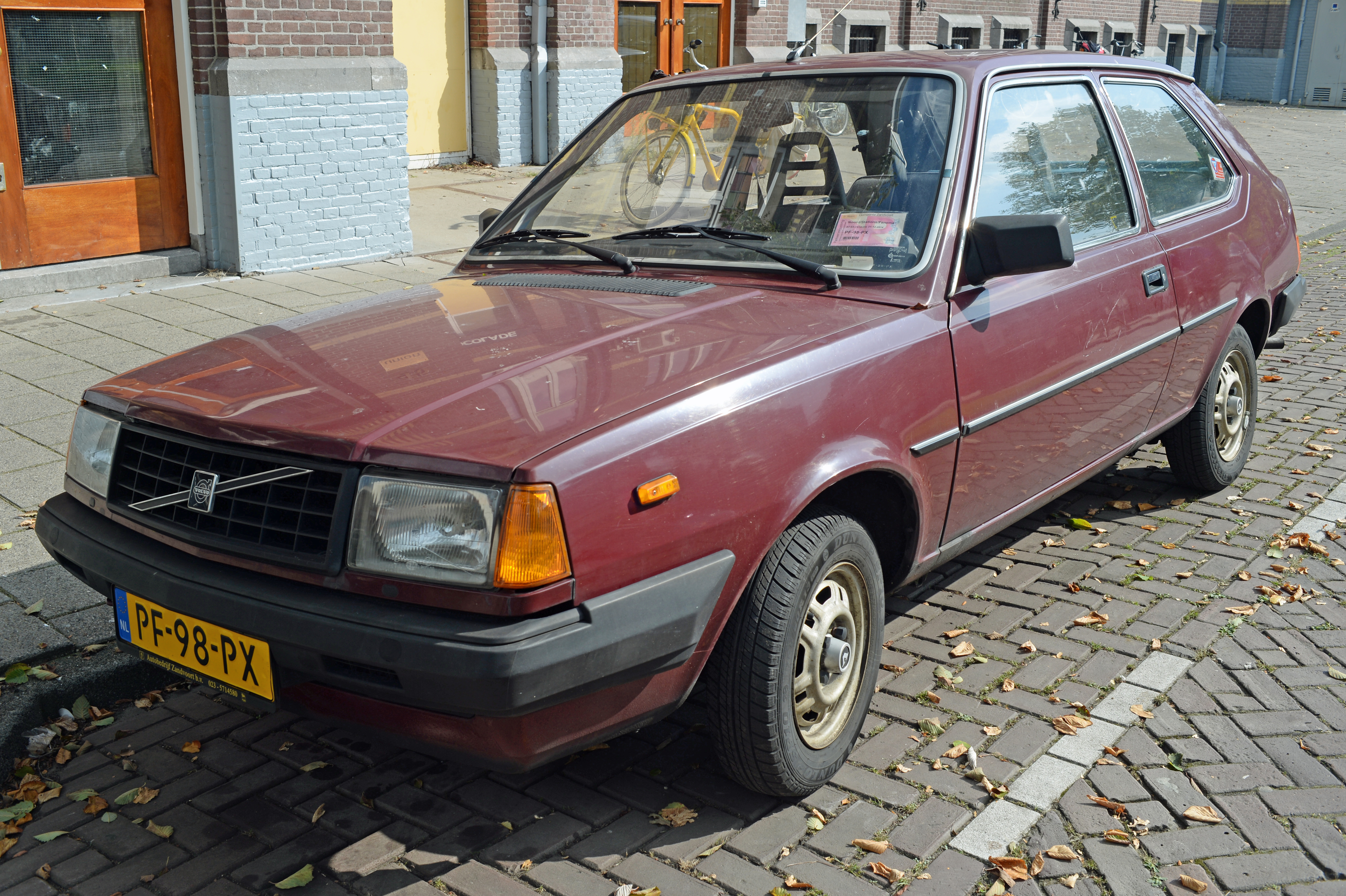
Volvo 340 DL (1982–1985)
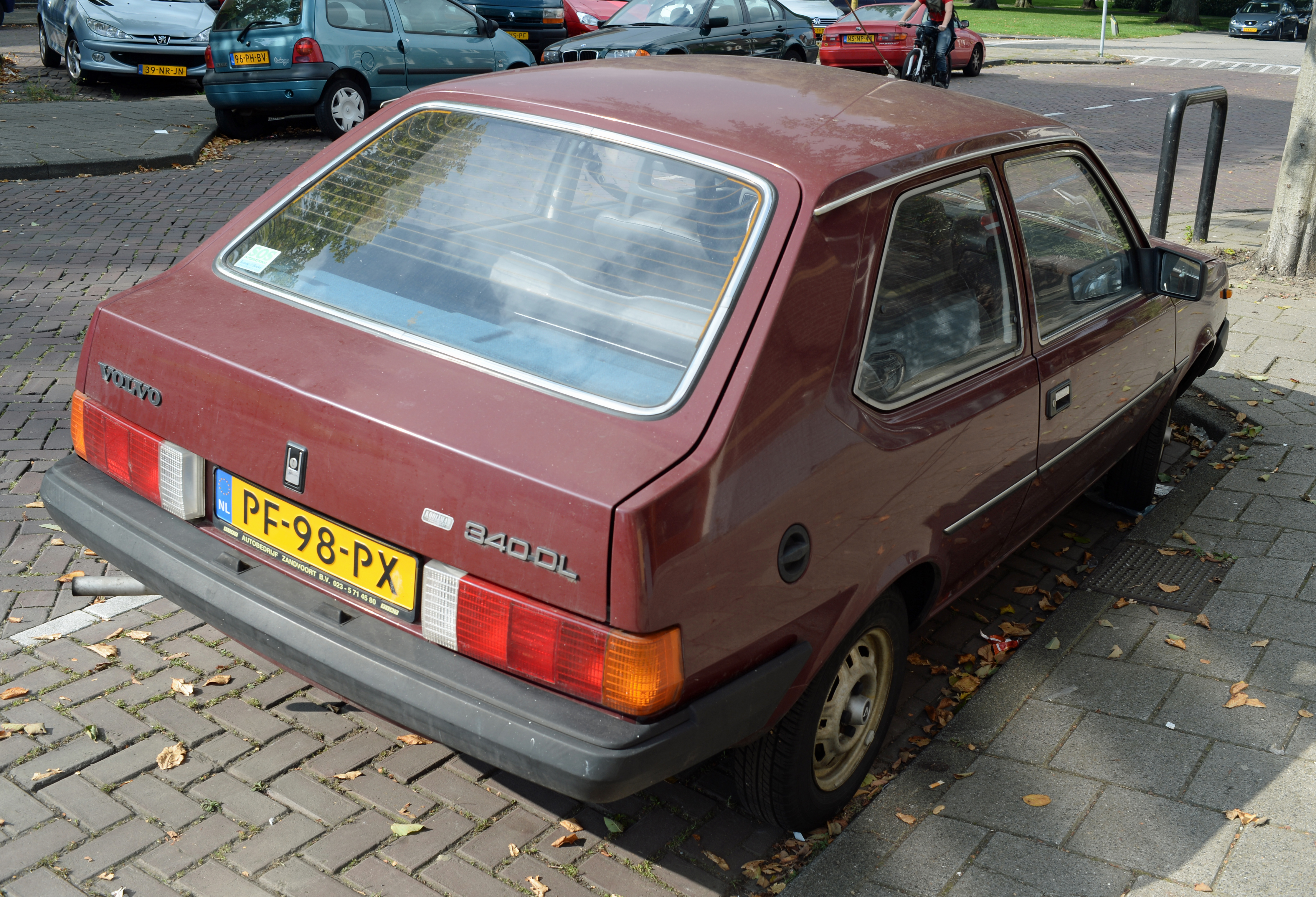
Heckansicht

Ein letztes Facelift erfuhr der 340 im September 1985. Die Modelle erhielten größere Stoßfänger; die Seitenblinker wanderten vom Vorderkotflügel in die Stoßfänger, die Rücklichter erhielten kleinere, quadratische Rückfahrscheinwerfer mit integrierten Kennzeichenleuchten (zuvor im Stoßfänger) und die Schrägheckversionen eine mit der Heckklappe verklebte Scheibe mit schmalerem Rahmen. Außerdem wurden zwei neue Motoren angeboten: Ein 1,7-Liter-Leichtmetall-Ottomotor mit 80 PS (59 kW) von Renault (B172K mit obenliegender Nockenwelle, Heronzylinderkopf, Vergaser und Oxidationskatalysator) und erstmals auch ein 1,6 Liter großer Diesel-Motor mit 54 PS (40 kW). Dieser wurde ebenfalls von Renault zugeliefert. Von Modelljahr 1986 an hatten alle 340 ab der DL-Ausstattung serienmäßig ein Fünfgang-Getriebe, mit Ausnahme des dreitürigen Basismodells mit 1,4-Liter-Motor.
1986 kamen zudem auf verschiedenen Märkten auch erste Katalysator-Versionen auf dem Markt. Zunächst mit Oxidationskatalysator, später auch mit ungeregeltem Drei-Wege-Katalysator (B172K mit 1,7 Litern und 80 PS (59 kW), B14.4E mit 1,4 Litern und nun 68 PS (50 kW)). Unterschiedliche gesetzliche Regelungen in verschiedenen Ländern erzwangen hier rasch eine kaum zu überblickende und damit große Anzahl unterschiedlicher Versionen. Ein geregelter Katalysator, der zur grünen Umweltplakette berechtigt hätte, wurde im 340 allerdings nie angeboten. Alle hier genannten Ottomotoren sind mit Vergasern und handbetätigtem Choke ausgerüstet.

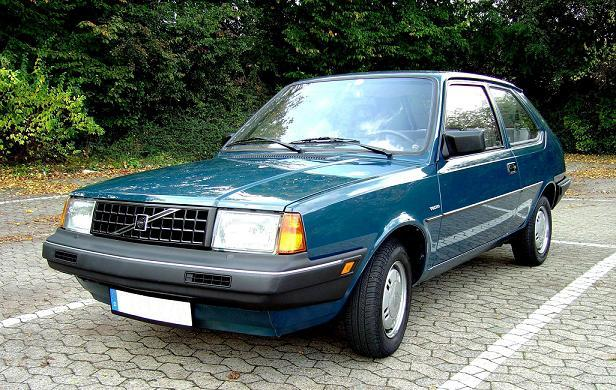
Volvo 340 Dreitürer (1985–1991)
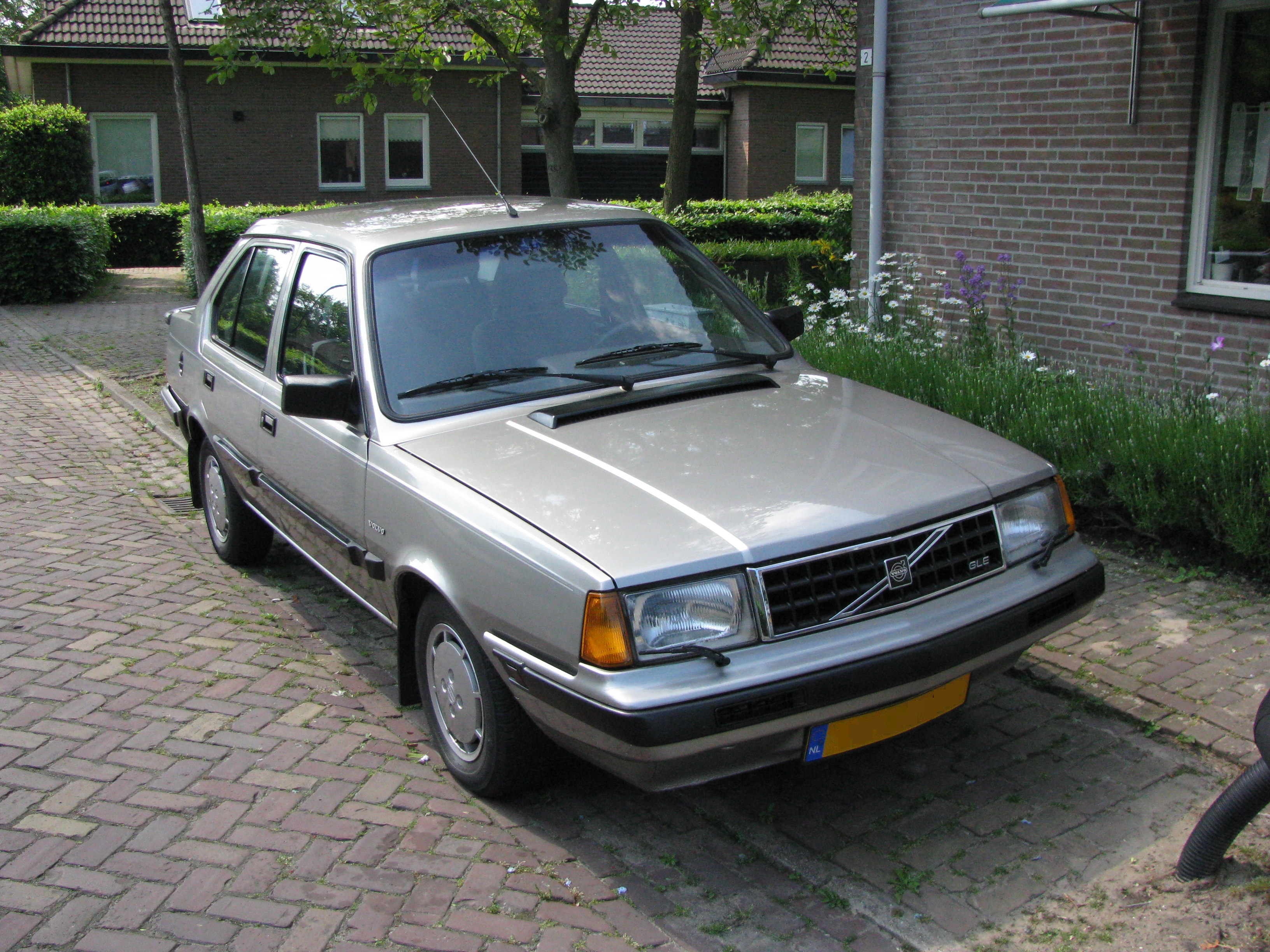
Volvo 340 Sedan (1985–1991)
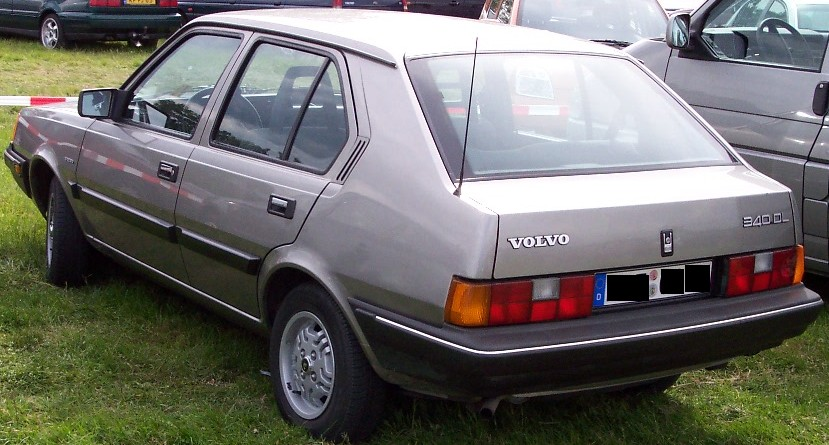
Volvo 340 Fünftürer (1985–1991)

## 360 (1982–1989)
Im August 1982 erschien der Volvo 360 als Spitzenmodell der 300er-Serie – eine weiterentwickelte Version des 343/345 DLS/GLS. Er erhielt die gleiche neue Innenausstattung wie die Serie 340. Die Bezeichnung entspricht dabei nicht im strengen Sinne der damals von Volvo verwendeten Nomenklatur, bei der die „6“ an der zweiten Stelle der Modellbezeichnung sonst für einen Sechszylindermotor stand. Deutlich wurde hierdurch aber, dass diese Modelle die großen Zweiliter-Volvo-Motoren, eine geänderte Karosserie hatten und besser ausgestattet waren als die 340-Modelle. So zählten Fünfganggetriebe, Drehzahlmesser und getönte Scheiben immer zum Serienumfang:
- Als sportliches Modell wurde der 360 GLT („Grand Luxe Touring“) angeboten. Es erhielt einen überarbeiteten Zweiliter-Motor mit durch einen Zahnriemen angetriebener, obenliegender Nockenwelle, mit Bosch LE-Jetronic (B19E) und 115 PS (85 kW) und das neue Fünfganggetriebe M47R, eine kurze Endübersetzung sowie ein Fahrwerk mit Gasdruckstoßdämpfern und etwas tiefer gelegter (15 mm) Karosserie. Mit aerodynamischen Hilfsmitteln an der Karosserie konnte der cW-Wert auf unter 0.4 abgesenkt werden.[5] Der 360 GLT beschleunigte in 10,5 Sekunden von 0 auf 100 km/h und lief 185 km/h schnell.
- Parallel dazu wurde der B19A-Motor mit Vergaser im 360 GLS von 95 auf 90 PS (70 auf 66 kW) gedrosselt, um den Abstand zum Spitzenmodell zu wahren. Damit verbunden waren eine niedrigere Versicherungseinstufung und eine Senkung des Verbrauchs.
- Ab Sommer 1983 war der 360 auch als Stufenheckmodell 360 GLE („Grand Luxe Executive“) lieferbar. Er hatte einen B19E-Motor, war etwas länger übersetzt und hatte eine weichere Federung sowie Zentralverriegelung und andere Komfortausstattung wie Velourspolsterung, Sitzheizung vorn, Leselampen und Kopfstützen hinten.

In die Serie 360 flossen die gleichen Überarbeitungen ein wie in die Serie 340. Bei den GLT- und GLE-Modellen waren die nun größeren Stoßfänger bis auf eine Scheuerleiste in Wagenfarbe lackiert. Außerdem wurde im Laufe des Modelljahrs 1985 wie bei den Volvo der Serien 240 und 740 eine neue Motorengeneration mit verringerter Innenreibung eingeführt. Diese ist äußerlich erkennbar an schwarzen statt metallisch blanken Ventildeckeln und trägt drei- statt zweistellige Motorkennziffern: Aus dem B19 wurde der B200. Die Vergaserversionen B200K, in zahlreichen marktspezifischen Ausführungen produziert, leisteten mit anderem Vergaser jetzt 102 PS (75 kW), der B200E mit Einspritzung nun 116 PS (85 kW).

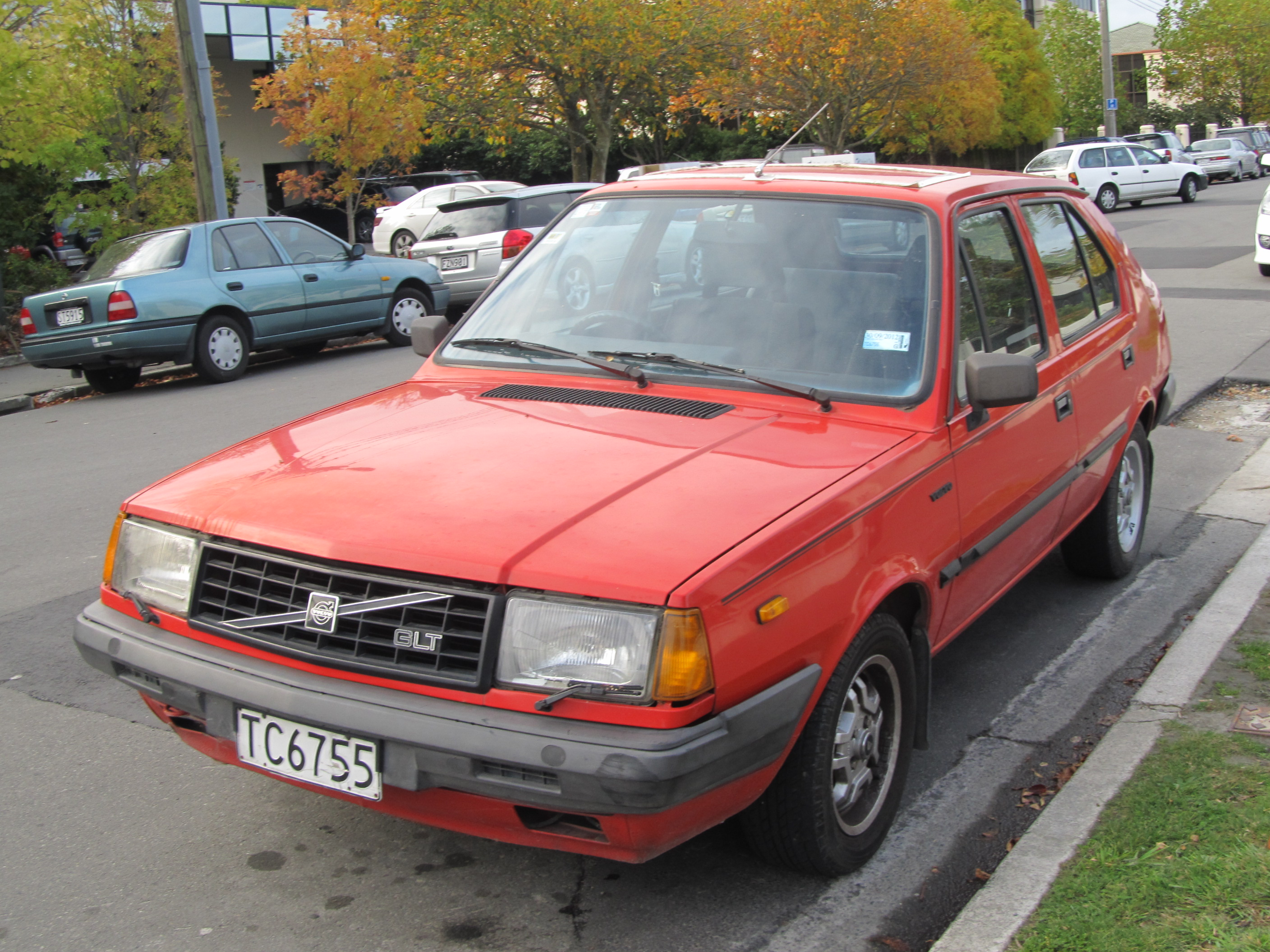
Volvo 360 GLT (1982–1985)
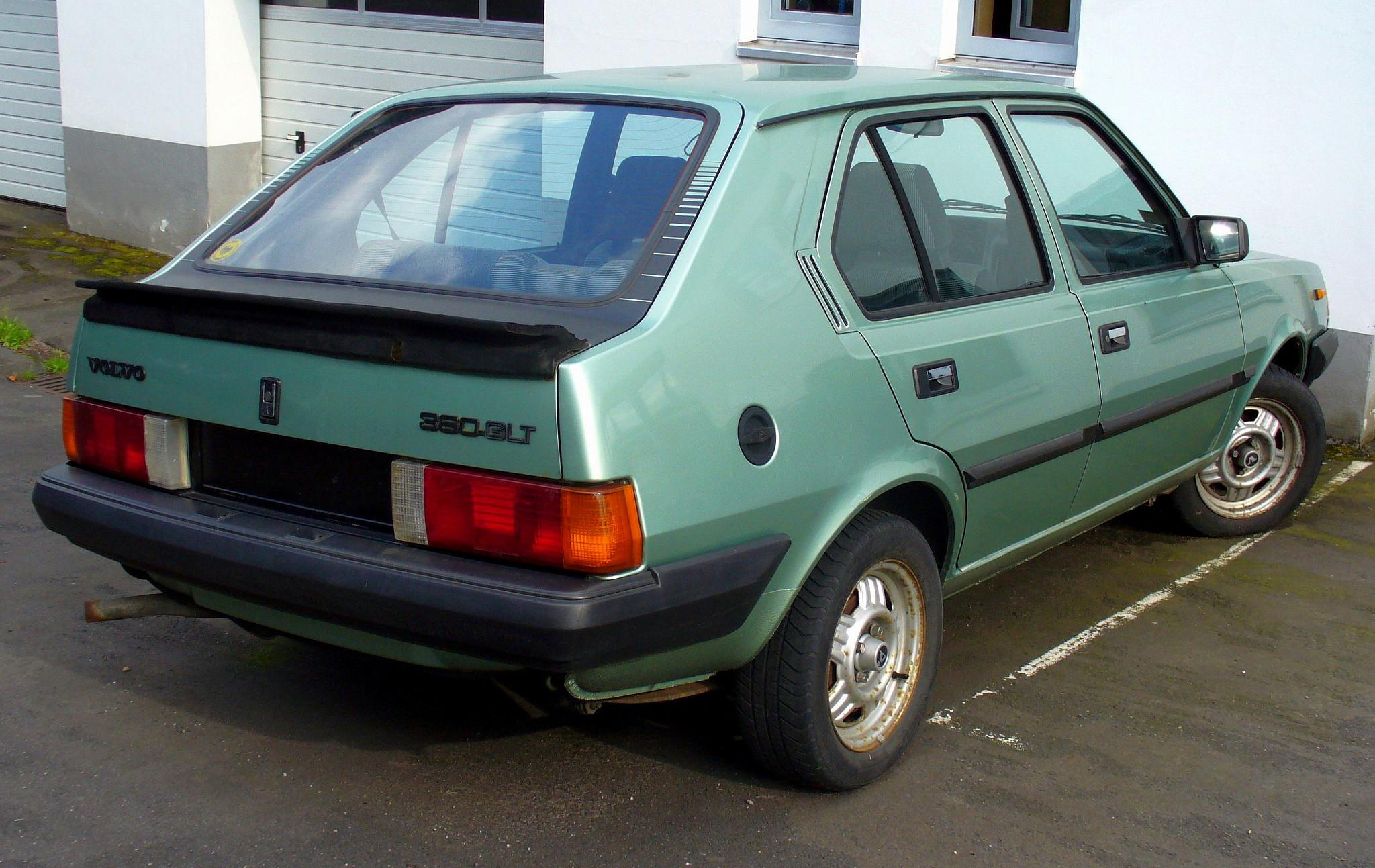
Heckansicht
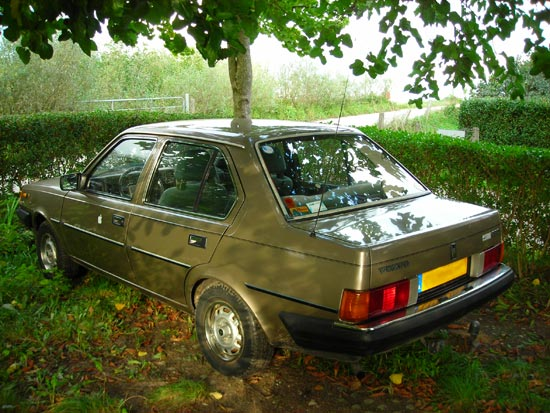
Volvo 360 GLE (1983–1985)

Im Herbst 1985 gab es, wie beim 340, eine Modellpflege.
Im Frühjahr 1986 wurden die ersten schadstoffarmen Versionen eingeführt. Der auf 91-Oktan-Benzin ausgelegte B200EA leistete 111 PS (82 kW). Dank der präzisen LE-Jetronic genoss sie, nur mit Abgasrückführung und Pulsair-System ausgerüstet, in Deutschland damals die gleiche steuerliche Förderung wie die gleichzeitig eingeführte, aber teurere Version mit geregeltem 3-Wege-Katalysator, LU-Jetronic (B200F) und 109 PS (80 kW). Aus diesem Grund entschieden sich damals nur wenige Käufer für die Katalysator-Variante.
Ab Herbst 1986 wurde auch eine Klimaanlage angeboten. Im Herbst 1987 kam eine Servolenkung ins Programm. Ein Antiblockiersystem (ABS) oder Airbags wurden in der Serie 300 zu keiner Zeit angeboten.

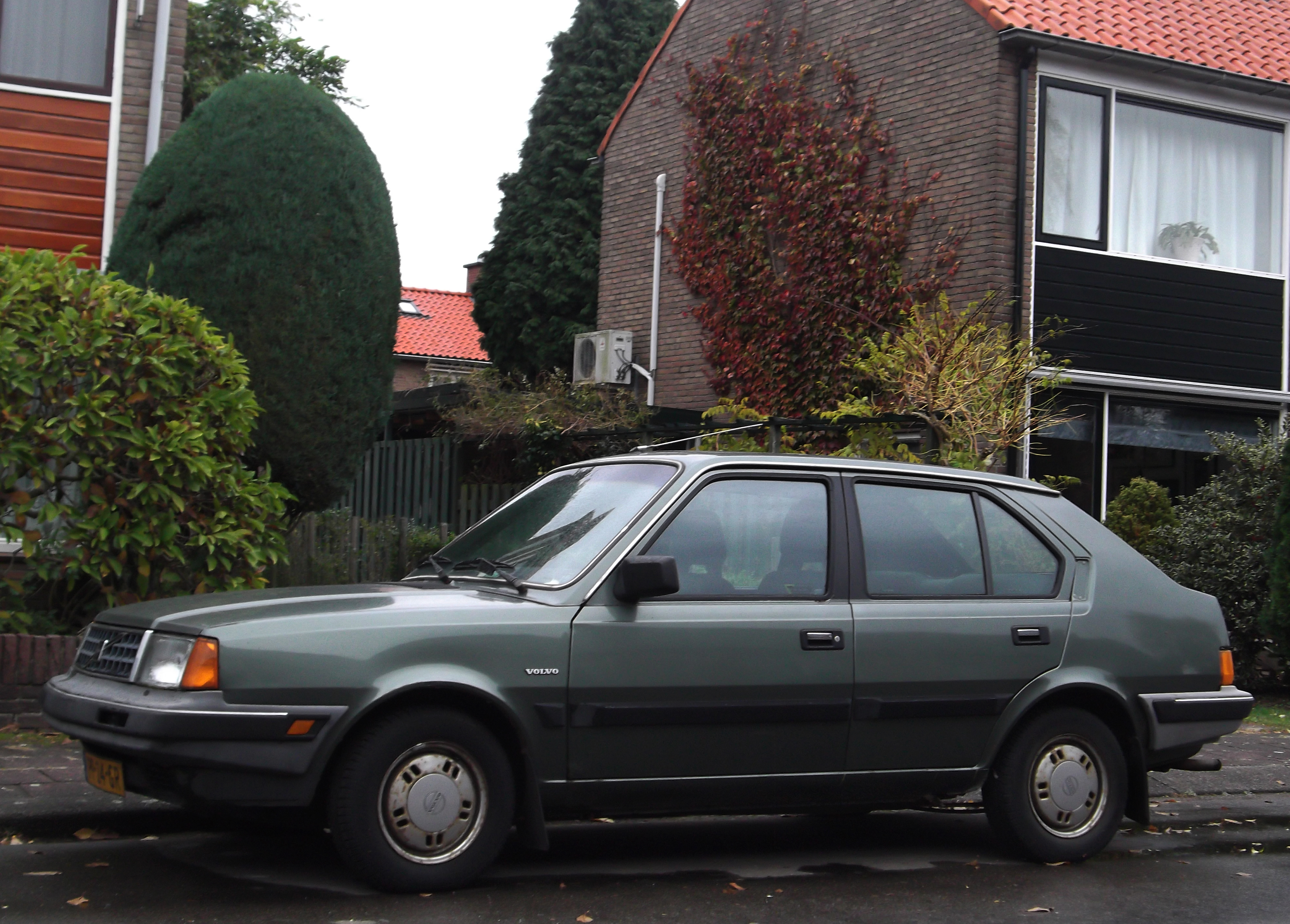
Volvo 360 GL (1985–1989)
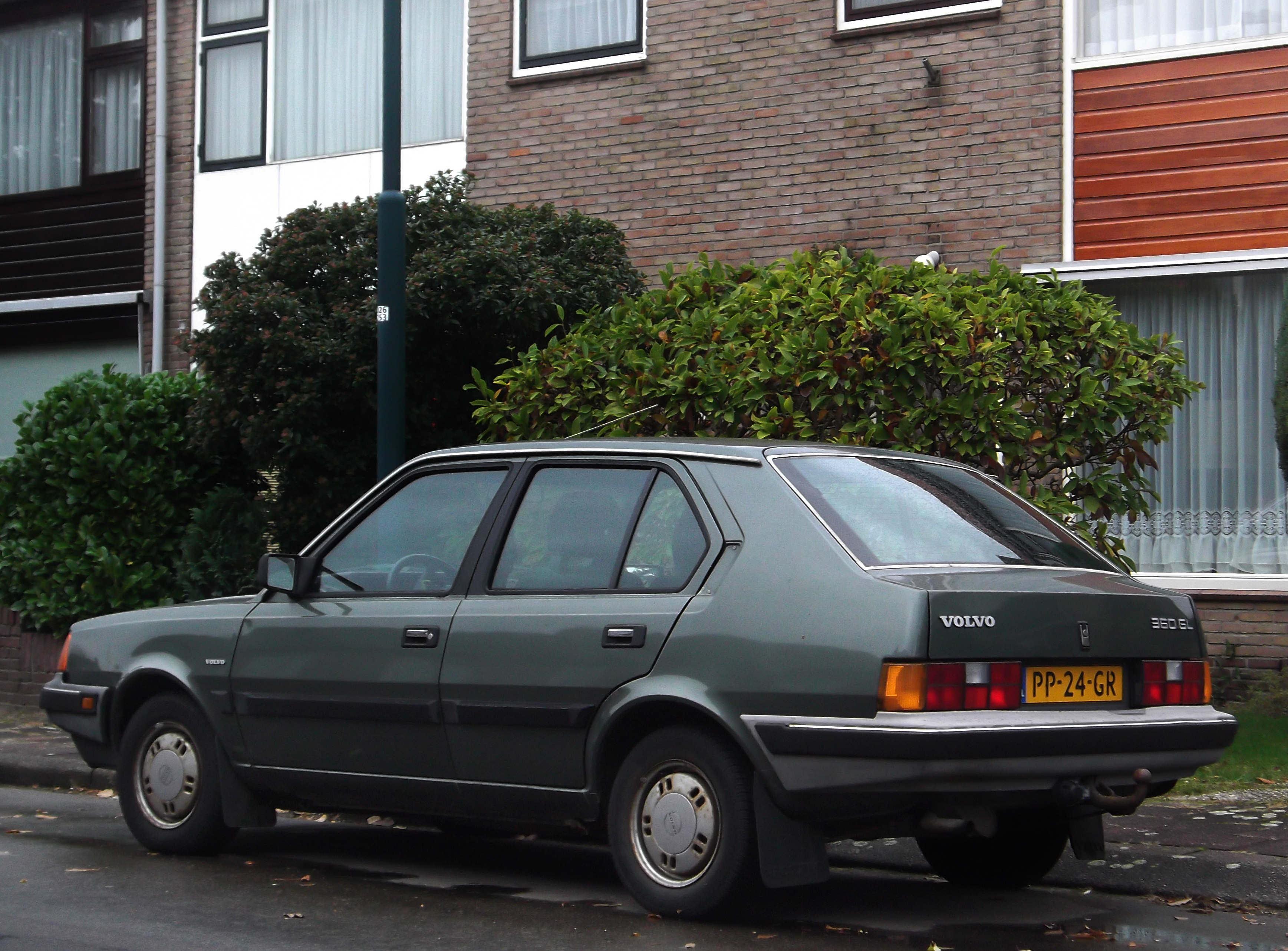
Heckansicht

## Auswahl technischer Daten verschiedener Modelle
|                                    | Volvo 343 DL (1976)                                                                                               | Volvo 345 GLS (1981)                                                                                              | Volvo 360 GLT (1985)                                                                                              | Volvo 340 DL Diesel (1988)                                                                                        |
| ---------------------------------- | --- | --- | --- | --- |
| Motor:                             | wassergekühlter Vierzylinder-Viertakt-Reihenmotor                                                                 | wassergekühlter Vierzylinder-Viertakt-Reihenmotor                                                                 | wassergekühlter Vierzylinder-Viertakt-Reihenmotor                                                                 | wassergekühlter Vierzylinder-Viertakt-Reihenmotor                                                                 |
| Bezeichnung:                       | B14.0 E | B19A | B200E | D16 |
| Hubraum:                           | 1397 cm³ | 1986 cm³ | 1986 cm³ | 1596 cm³ |
| Bohrung × Hub:                     | 76 × 77 mm | 88,9 × 80 mm | 88,9 × 80 mm | 78 × 83,5 mm |
| Verdichtung:                       | 9,5 : 1 | 9,2 : 1 | 10,0 : 1 | 22,5 : 1 |
| Leistung:                          | 51 kW (70 PS) bei 5500 min−1                                                                                      | 70 kW (95 PS) bei 5400 min−1                                                                                      | 85 kW (116 PS) bei 5700 min−1                                                                                     | 40 kW (54 PS) bei 4800 min−1                                                                                      |
| Max. Drehmoment:                   | 108 Nm (11 mkp) bei 3500 min−1                                                                                    | 150 Nm (16 mkp) bei 3600 min−1                                                                                    | 156 Nm (16,3 mkp) bei 3000 min−1                                                                                  | 100 Nm (10,2 mkp) bei 2250 min−1                                                                                  |
| Gemischaufbereitung:               | Registervergaser Weber 32 DIR                                                                                     | Gleichdruckvergaser Zenith-Stromberg Typ 175-CD 2                                                                 | Bosch LE-Jetronic                                                                                                 | Rotodiesel-Pumpe, Wirbelkammer                                                                                    |
| Kraftstoff:                        | Super verbleit (ROZ 96)                                                                                           | Super (mind. ROZ 96)                                                                                              | Super plus (ROZ 98)                                                                                               | Diesel |
| Kraftübertragung:                  | stufenloses Getriebe („Variomatic“)                                                                               | Viergang-Schaltgetriebe an der Hinterachse                                                                        | Fünfgang-Schaltgetriebe an der Hinterachse                                                                        | Fünfgang-Schaltgetriebe an der Hinterachse                                                                        |
| Radaufhängung vorn:                | MacPherson-Federbeine, Querlenker, Querstabilisator                                                               | MacPherson-Federbeine, Querlenker, Querstabilisator                                                               | MacPherson-Federbeine, Querlenker, Querstabilisator                                                               | MacPherson-Federbeine, Querlenker, Querstabilisator                                                               |
| Radaufhängung hinten:              | De-Dion-Achse an Einblattfedern, Schubstrebe                                                                      | De-Dion-Achse an Einblattfedern, Schubstrebe                                                                      | De-Dion-Achse an Einblattfedern, Schubstrebe                                                                      | De-Dion-Achse an Einblattfedern, Schubstrebe                                                                      |
| Lenkung:                           | Zahnstangenlenkung, Sicherheitslenksäule                                                                          | Zahnstangenlenkung, Sicherheitslenksäule                                                                          | Zahnstangenlenkung, Sicherheitslenksäule                                                                          | Zahnstangenlenkung, Sicherheitslenksäule                                                                          |
| Bremssystem:                       | Scheibenbremsen vorn, Trommelbremsen hinten, servounterstützt, zwei Hydraulikkreise (Teilung Vorder-/Hinterachse) | Scheibenbremsen vorn, Trommelbremsen hinten, servounterstützt, zwei Hydraulikkreise (Teilung Vorder-/Hinterachse) | Scheibenbremsen vorn, Trommelbremsen hinten, servounterstützt, zwei Hydraulikkreise (Teilung Vorder-/Hinterachse) | Scheibenbremsen vorn, Trommelbremsen hinten, servounterstützt, zwei Hydraulikkreise (Teilung Vorder-/Hinterachse) |
| Aufbau:                            | selbsttragende Stahlblechkarosserie                                                                               | selbsttragende Stahlblechkarosserie                                                                               | selbsttragende Stahlblechkarosserie                                                                               | selbsttragende Stahlblechkarosserie                                                                               |
| Tankinhalt:                        | 45 Liter | 57 Liter | 57 Liter | 46 Liter |
| Wendekreis:                        | 9,2 m | 9,35 m | 9,35 m | 9,35 m |
| Maße L × B × H:                    | 4205 × 1660 × 1390 mm                                                                                             | 4235 × 1660 × 1390 mm                                                                                             | 4300 × 1660 × 1370 mm                                                                                             | 4320 × 1660 × 1390 mm                                                                                             |
| Leergewicht:                       | 978 kg | 1140 kg | 1100 kg | 1065 kg |
| Zuladung:                          | 422 kg | 460 kg | 450 kg | 435 kg |
| Höchstgeschwindigkeit:             | 145 km/h | 165 km/h | 185 km/h | 140 km/h |
| Beschleunigung von 0 auf 100 km/h: | 14,9 s | 12,5 s | 10,5 s | 20,0 s |
| Preis:                             | 13.980 DM* (1976)                                                                                                 | | | |

* Entspricht inflationsbereinigt heute 21.472 Euro, der Betrag wurde auf volle Euro gerundet.

## Sondermodelle
- 343 Touring: Front- und Heckspoiler, Dekorstreifen, Türablagetaschen
- 340 GLS R-Sport: 90 kW (123 PS), Front- und Heckspoiler, Dekorstreifen, Leichtmetallräder, Niederquerschnittsreifen 185/60 HR 14
- 340 Diamant (Frankreich, 1987): Dekorstreifen, elektrische Fensterheber, elektrisch verstellbare Außenspiegel
- 340 DL Special anlässlich 50 Jahre Volvo
- 340 DL Black-Beauty 1.4
- 340 DL Silver Star 1.4
- 340 DL Como (1988): Pazifikblau-Metallic, Dekorstreifen, getönte Scheiben, Stereoradio
- 343 mit Oettinger Tuning und 90 PS aus 1,6 Litern Hubraum
- 343 DLS R-Sport mit 123 PS in weißer Lackierung, Räder und Stoßfänger in Wagenfarbe
- 343 GL R-Sport mit 83 PS aus 1,4 Litern Hubraum
- 340 GL Red Line (1988): Rauchsilber-Metallic, Dekorstreifen, Drehzahlmesser, Mittelarmlehne im Fond mit Gepäckraumöffnung
- 360 GLT RSX2 (Schweiz): Front- und Heckspoiler, Dekorstreifen, Kühlergrill in Wagenfarbe
- 340 Grand Luxe[11]

## Fahrwerk
Durch das an der Hinterachse sitzende Getriebe (Transaxle-Bauweise) lastete beim Volvo 360 ein höherer Teil des Gewichts auf den Antriebsrädern als bei anderen hinterradgetriebenen Fahrzeugen. Diese Gewichtsverteilung (Motor vorne, Getriebe hinten) in Kombination mit einer De-Dion-Hinterachse mit 2° negativem Sturz bietet eine andere Straßenlage als bei Frontantriebsmodellen. Der Volvo hob sich dadurch in der damaligen Kompaktklasse von seinen Konkurrenten VW Golf, Ford Escort und Opel Kadett, aber auch von den Mittelklassefahrzeugen Mercedes 190 oder BMW 3er ab.

## Vertrieb
Die 300er-Serie wurde außer in Europa auch in Australien und Neuseeland angeboten, jedoch nicht in den USA. Dank des sehr großen Erfolges der 300er-Serie, vor allem in den Benelux-Ländern, England, Frankreich und halbwegs auch in Deutschland, nach dem im Sommer 1985 durchgeführten Facelift, blieb der 340 als billigstes Modell unterhalb des neuen 440/460 doch noch bis zum Sommer 1991 im Programm. Die Produktion des 360 wurde Mitte 1989 bereits beendet. In Deutschland wurden die letzten Exemplare Mitte 1992 ausgeliefert.
Insgesamt wurden 1.139.700 Volvo der 300er-Serie hergestellt. Das sind etwa 100.000 Exemplare weniger als von der Serie 700 und weniger als die Hälfte der Serie 200, die auf über 2,8 Millionen Exemplare kam.